# Compagnie maritime caspienne d’Azerbaïdjan
 (octobre 2023).
La  Compagnie maritime caspienne d'Azerbaïdjan (ASCO)(en azéri:Azərbaycan Xəzər Dəniz Gəmiçiliyi) est une société azerbaïdjanaise engagée dans des activités multidirectionnelles dans le domaine du transport maritime.

## Fonctions
Compagnie maritime caspienne d’Azerbaïdjan est une compagnie maritime leader fournissant des services de transport de marchandises, des services offshore spécialisés à l'industrie pétrolière et gazière, des services de réparation navale, de formation et de certification des gens de mer. Avec plus de 160 ans d'expérience dans le domaine du transport maritime, la géographie d'ASCO couvre les marchés du transport de marchandises de la mer Caspienne et hors Caspienne. La compagnie possède la plus grande flotte de transport de la mer Caspienne, la plus grande flotte offshore spécialisée au service de l'industrie de la production pétrolière et gazière, des usines de réparation navale se distinguant par leurs vastes capacités techniques, l'Académie maritime d'État d'Azerbaïdjan dotée d'un système éducatif moderne et scientifique et technique.
La position géographique favorable de l'Azerbaïdjan entre l'Europe et l'Asie et les routes internationales de transport de marchandises passant par la mer Caspienne rendent la flotte de transport de la compagnie particulièrement importante dans la mise en œuvre du transport de marchandises en transit. Dans le même temps, la flotte offshore spécialisée de grande envergure de la société azerbaïdjanaise ASCO revêt une grande importance pour la mise en œuvre réussie des projets pétroliers et gaziers à grande échelle dans la mer Caspienne.

## Histoire
La Compagnie maritime caspienne d'Azerbaïdjan est la plus grande et la plus ancienne compagnie maritime de la mer Caspienne. Elle est fondée le 21 mai 1858 avec la création de la société par actions « Caucase et Mercure ». Aux XIXe et XXe siècles, la Compagnie maritime azerbaïdjanaise de transport maritime caspienne est la plus grande compagnie maritime transportant des marchandises de diverses destinations vers les pays du littoral caspien. Cependant, l'activité de la compagnie maritime ne se limite pas à la mer Caspienne. À l'heure actuelle, les navires appartenant à l'Azerbaïdjan Caspian Sea Shipping opèrent dans les bassins caspiens et non caspiens.
Au XIXe siècle, la croissance rapide de la production pétrolière à Bakou stimule le développement du transport maritime dans la mer Caspienne. Bien entendu, à cette époque, de nouveaux véhicules flottants sont nécessaires pour le transport du pétrole et des produits pétroliers. Ce n'est pas un hasard si la première barge pétrolière au monde « Alexander » a été exploitée dans la mer Caspienne en 1873. Le premier pétrolier au monde, le Zarodusht (construit en 1878), visite également la mer Caspienne. 
De nouveaux ponts, des entrepôts, des grues sont construits. L'expansion de la flotte nécessite la création d'une base de réparation navale et, en 1866, les fondations de l'usine mécanique de la Société par actions "Caucase et Mercure" sont posées à Bakou. Des cours de navigation à Bakou sont organisés en 1881 afin de répondre à la demande de personnel de la marine en développement.
Au cours des années suivantes, la flotte maritime s'enrichit de nouveaux types de navires construits dans le pays et à l'étranger. Des pétroliers de type « fleuve-mer », coton, bois, etc. sont à la disposition des marins caspiens, des navires de transport sont fournis. En 1962, sur la base du projet des experts de l'Institut de recherche scientifique et de recherche sur le transport maritime caspien, la plus grande traversée ferry Bakou - Turkmenbashi d'Europe à l'époque a été lancée.
Depuis 1960, les navires appartenant à la Caspian Sea Shipping commencent à entrer dans les eaux mondiales par le canal Volga-Baltique.
La société par actions fermée "Azerbaijan Caspian Sea Shipping" est créée par décret du Président de la République d'Azerbaïdjan en date du 22 octobre 2013, par la fusion et la réorganisation de deux grandes flottes en Azerbaïdjan - la flotte nationale de transport maritime caspienne d'Azerbaïdjan et la flotte pétrolière de la mer Caspienne de la Compagnie pétrolière d'État de la République d'Azerbaïdjan
L'objectif de la fusion des deux flottes est d'augmenter le transport maritime national et international et de renforcer le potentiel de transit du pays.
L'histoire de la flotte pétrolière de la mer Caspienne, qui s'étend sur une période de plus de 60 ans, est riche en pages glorieuses. Par le décret du Conseil des ministres de l'URSS du 31 octobre 1949 « Sur le développement de la production pétrolière offshore dans la mer Caspienne », l'association « Azerneft » a été créée, et par l'arrêté du ministère de l'Industrie pétrolière de l'URSS du Le 4 novembre 1949, le Département des « Véhicules Flottants » est créé en son sein. 
La flotte pétrolière comprend 196 navires.La flotte de transport d'ASCO compte 92 navires qui effectuent le transport de marchandises.

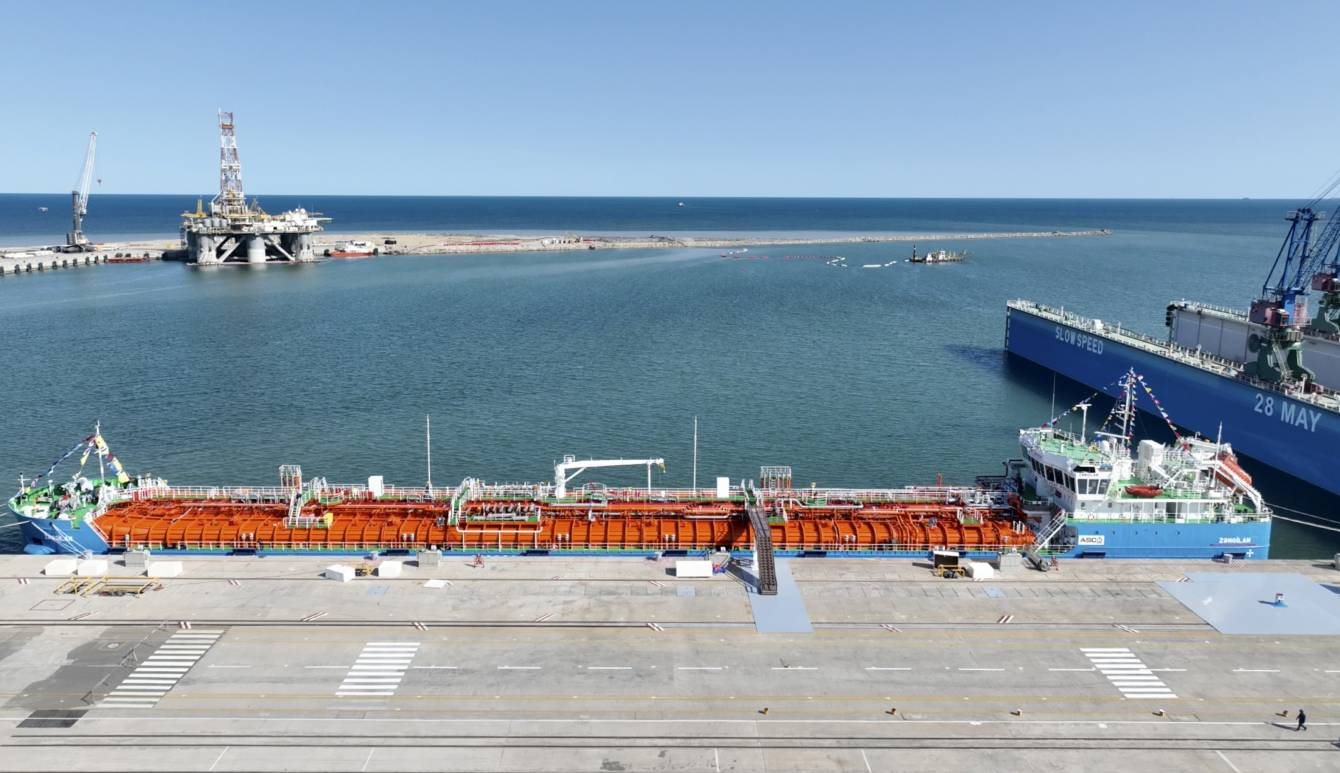
"Zangilan" navire-citerne 2024

## Réparation de navires
AXDG dispose des usines de réparation navale « Bibiheybat » et « Zıgh ». L'activité des usines consiste à réparer les navires et les équipements techniques d'AXDG et d'organismes externes et à préparer pour eux divers types de pièces de rechange, de peintures spéciales et d'outils techniques en fonction des commandes.
Installation et réglage des systèmes et appareils des navires, équipements électriques et radio de navigation, moteurs, appareils, travaux de plongée et hydrotechniques sous-marines, inspection de la coque sous-marine, du gouvernail et des vis des navires en les élevant jusqu'au quai, leur nettoyage et peinture, radeaux de sauvetage remplis avec air, dispositifs de séparation hydrostatiques, inspection et réparation des équipements individuels de sauvetage, entretien des appareils respiratoires de type ASV, etc. de tels travaux sont effectués.

## Institutions subordonnées
Académie maritime d'État d'Azerbaïdjan
Collège maritime d'Azerbaïdjan
Institut de conception-recherche et de recherche scientifique sur le transport maritime caspien
Flotte de transport maritime
Flotte pétrolière de la mer Caspienne
Usine de réparation navale "Bibiheybat"
Usine de réparation et de construction navale "Zıgh"
Bureau des services de fabrication